# Jabhook
Jabhook ist eine Dramedy, die seit dem Jahr 2010 als Webserie ausgestrahlt wird. Parallel zur Serie finden Liveveranstaltungen statt, auf denen die Geschichte weitererzählt wird.

## Handlung

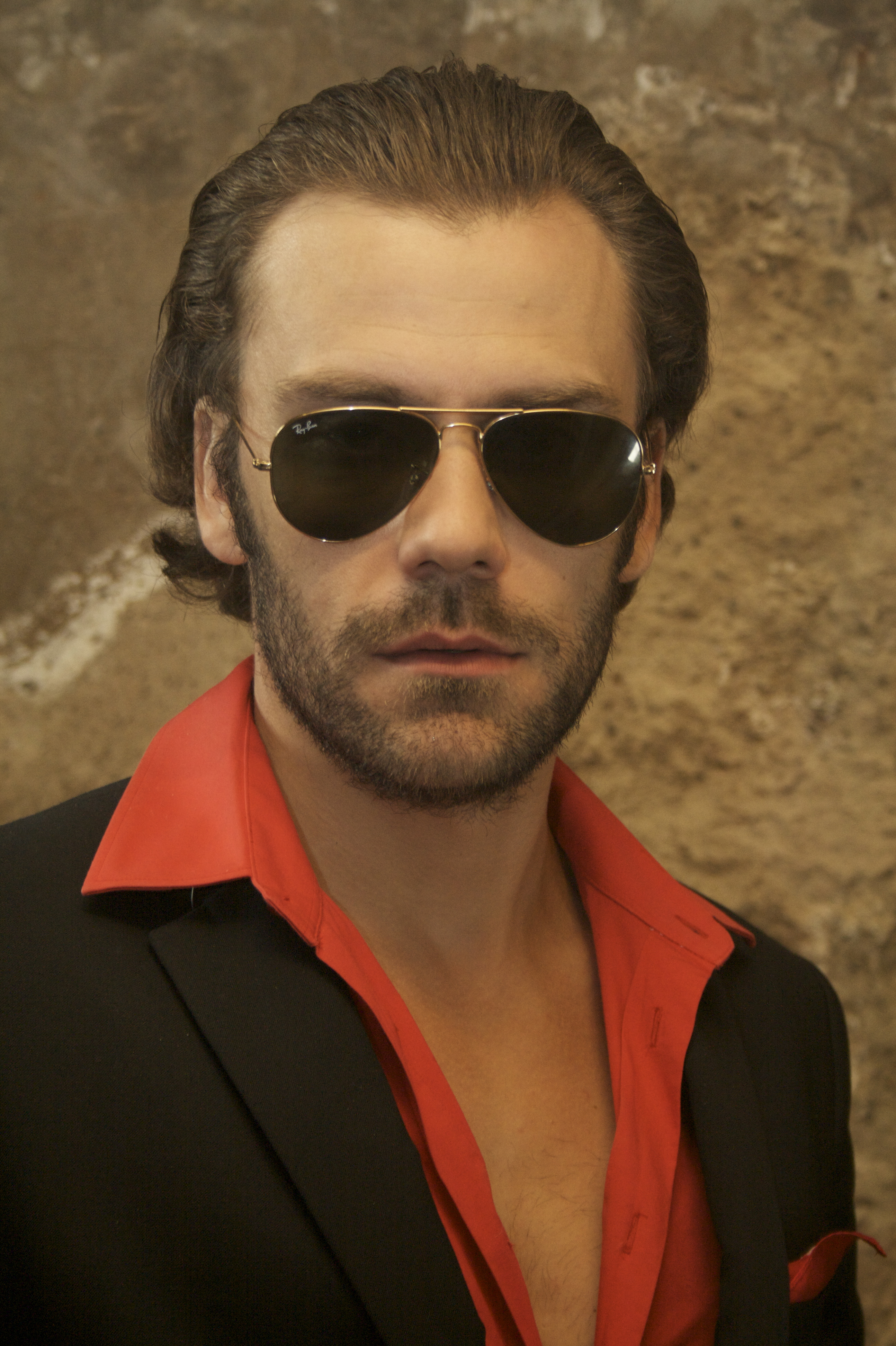
Daniel Wiemer als Highroller.

Die Boxpromoter Highroller und Tank sind die Väter der Boxgala Night of the Raging Bulls (NOTRB) und Chefs des Boxverbands International Raging Bulls Federation (IRBF). Nach einer kurzen Schaffenspause entschließt sich Tank aus Afrika zurückzukehren und Highroller aus der Lethargie zu reißen. Sie beschließen sich Geld bei einem dubiosen Geschäftsmann, dem Kaukasier, zu leihen um ihrem Imperium neuen Glanz zu schenken. Als sie aber einen exklusiven Deal mit dem Pay-TV-Sender BBN abschließen, wird klar, dass der Sendermitarbeiter Toothferry mit der Businesslady Donna König einen Plan ausheckt. Sie wollen Highroller und Tank ihren Boxstall abjagen und die Macht bei BBN übernehmen. Die beiden Boxpromoter bekommen von dem nahenden Unheil allerdings noch nichts mit und planen ihr großes Liveevent in Berlin weiter.

## Hintergrund

### Erzählerischer Hintergrund
Die Geschichte der Serie und der Veranstaltungen parodiert das zwielichtige Boxgeschäft und sein Umfeld aus schweren Jungs, leichten Mädchen und harten Fights. Die fiktive Welt um Highroller und Tank überträgt sich direkt in die Realität, da die Boxveranstaltungen NOTRB tatsächlich stattfinden. Auf diesen Veranstaltungen können die Zuschauer live an der Geschichte teil haben und – nach einem Auswahlverfahren der Protagonisten und Intensivtraining – selbst als Boxer gegeneinander antreten.

### Produktion
Die Serie wird von Sönke Andersen und Frank Dahlmann der Kölner Firma A³ GmbH produziert. Geschrieben und inszeniert wurde die Serie von Christopher Becker und Daniel Rakete Siegel. Zum Stab gehören ferner Peter Hümmeler, Stephan Schiffers, Paul Pieck, Nicole Kortlüke, Stefen Schmitt und Jens Nolte. Ausgestrahlt wird die Serie auf einer Plattform des Sportportals Sport1.de.

### Night of the Raging Bulls
Die Veranstaltung Night of the Raging Bulls (NOTRB) findet seit 2004 jährlich mindestens einmal in Köln (u. a. Gloria-Theater), zusätzlich 2008 in Hamburg (Uebel & Gefährlich) und Berlin, 2009 in Wien und Düsseldorf statt und gilt als die erfolgreichste deutsche Laienboxveranstaltung.
Seit 2011 findet die Veranstaltung in der Kölner Halle Tor 2 statt.
Bei der NOTRB treffen reale Boxkämpfe auf ein inszeniertes Spektakel rund um das Boxpromoter-Duo Highroller und Tank. Es finden vier Weltmeisterschaftskämpfe nach Reglement des eigens gegründeten Weltverbandes IRBF statt. Boxen darf jeder, der das Auswahlverfahren der Organisatoren übersteht. Auch das Publikum ist direkt involviert, über Sieg oder Niederlage entscheiden bei der NOTRB keine Punkt- oder Ringrichter, sondern die Zuschauer per Applaus. Um beim Publikum bereits im Vorfeld Werbung für sich zu machen, präsentieren sich die Boxer im Vorfeld auf einer Pressekonferenz und stellen sich im Internet mit Trailern vor.
Die als letzte Veranstaltung angekündigte „Night of the Raging Bulls 2004-2014 • Goldene Hochzeiten“ fand am 23. Mai 2014 in Köln statt.

## Rezeption
Christian Parth bezeichnete die NOTRB im Magazin Stern als „einzig sehenswerte Veranstaltung für Laienboxer in Deutschland“.